# Leemetikare

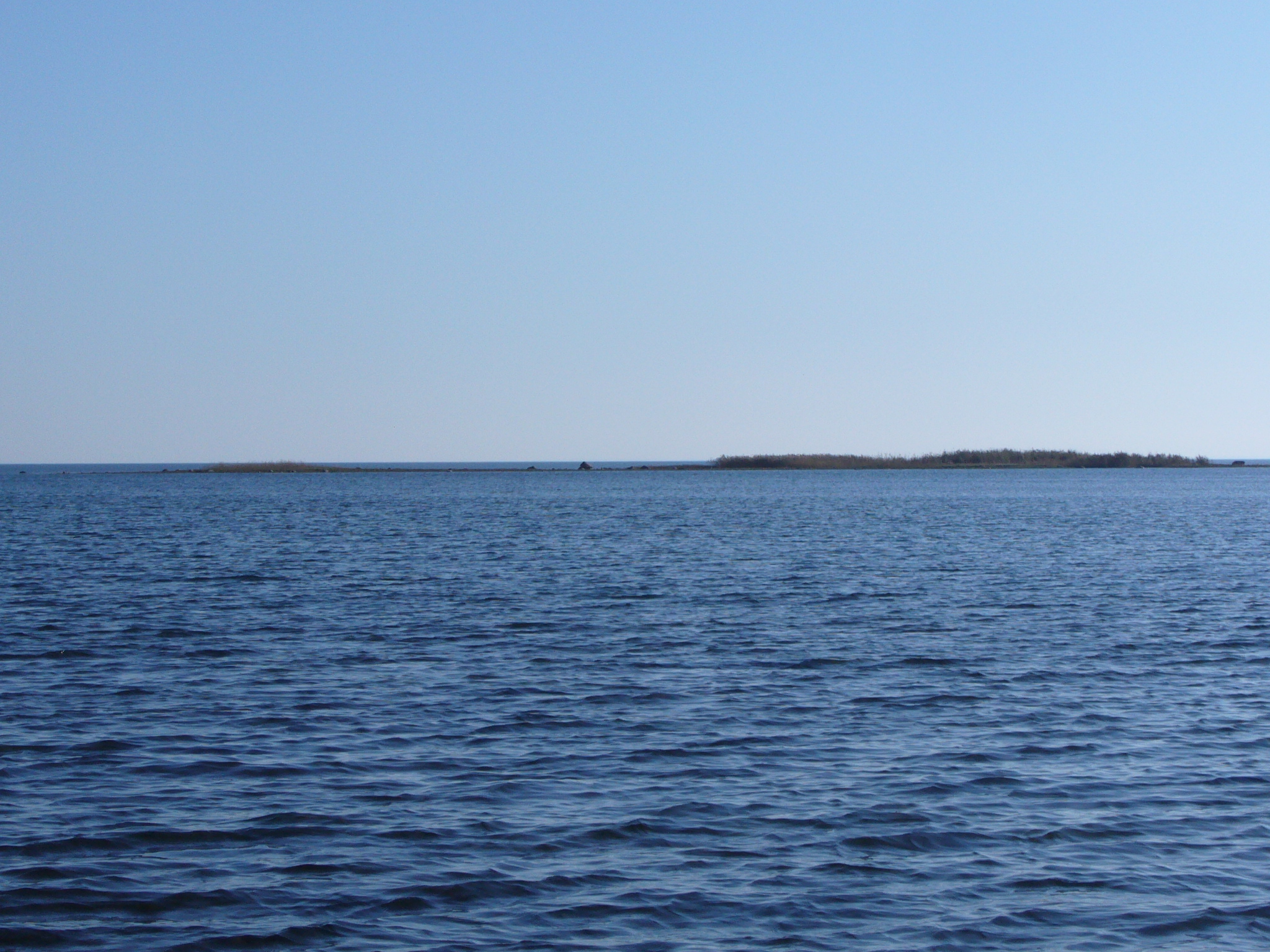
Leemetikare (2006)

Leemetikare ist eine unbewohnte estnische Ostsee-Insel, die zu den Moonsund-Inseln zählt.
Leemetikare liegt etwa 200 m von Seanina, der nördlichen Landspitze der estnischen Insel Muhu, entfernt. Bei hohem Wasserstand wird der Mittelteil der Insel regelmäßig überflutet.
Die Insel ist steinig. Auf ihr finden sich auch Granite. Leemetikare ist unbewaldet, lediglich einige Büsche und andere Pflanzen finden sich dort, unter anderem Echter Meerkohl. Die Fauna ist reichhaltig mit zahlreichen Nestern von Eiderenten und Mantelmöwen. Weitere Vögel auf Leemetikare sind Kormorane, Lachmöwen, Sturmmöwen und Küstenseeschwalben.
Leemetikare gehört verwaltungsmäßig zur Gemeinde Muhu.